# شريان وجني حجاجي
شريان وجني حجاجي (بالإنجليزية: Zygomatico-orbital artery)‏‏ هو شريان يتفرعُ من شريان صدغي أوسط.